# Marekerk (Leyde)
Marekerk (en français : L'Église de Mare) est une église protestante de Leyde, construite au XVIIe siècle.

## Histoire

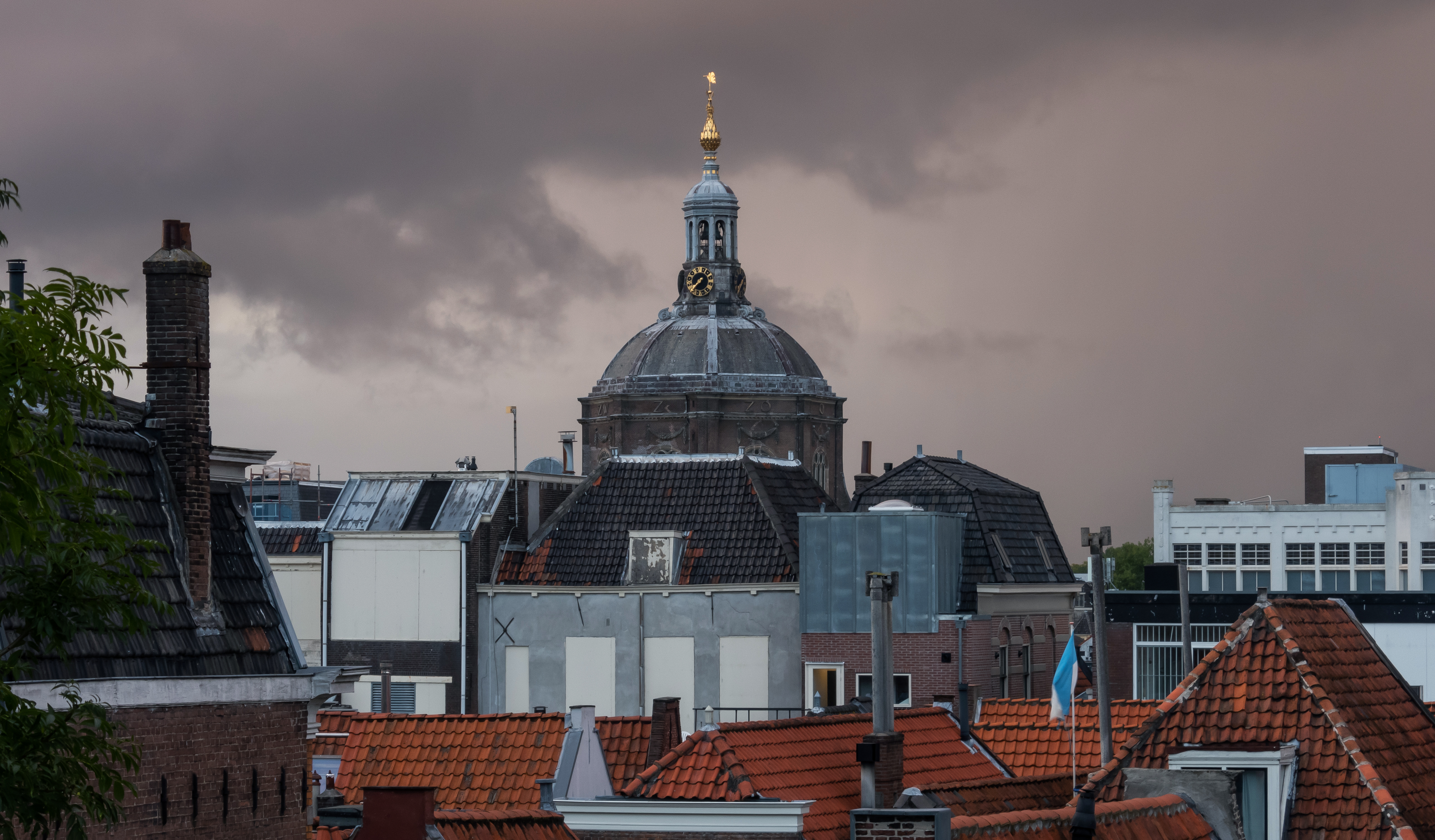
L'église (Marekerk) depuis le Burcht

La construction de l'église démarre en 1639 sous la direction de l'architecte néerlandais Jacob van Campen, maître de l'architecte Arent van 's-Gravesande qui en a assuré la conception. L'édifice religieux est achevé en 1650. L'entrée principale de l'église avec sa façade en pierre de grès est terminée plus tard en 1657. Le style architectural du bâtiment est caractéristique du classicisme hollandais. Le bâtiment est de forme octogonale surmonté d'un dôme imposant.
La chaire, inspirée de la Nouvelle Église (en néerlandais : Nieuwe Kerk) d'Haarlem, occupe une position centrale et est caractéristique d'une église protestante.
L'orgue date de 1560 et a été conçu par Pieter de Swart. Cet orgue était initialement installé dans l'Église Saint-Pierre de Leyde. Il est déménagé à l'Église de Mare en 1733.
C'est la première église construite à Leyde après la Réforme. 